# Confederation of African Rugby Championship 2003
La Confederation of African Rugby Championship de 2003 fue la cuarta edición de la copa organizada por la "Confédération Africaine de Rugby" hoy "Rugby Afrique".

## Modo de disputa
Los participantes se agrupan en una tabla general de cada zona, los ganadores disputan una semifinal y final única. El sistema de puntuación se reparte de la siguiente manera:
- 2 puntos por victoria.
- 1 puntos por empate.
- 0 puntos por derrota.

No se otorgaron puntos bonus ofensivo y defensivo.

## Resultados

### Grupo A
| Pos. | Equipo          | Encuentros | Encuentros | Encuentros | Encuentros | Tantos  | Tantos    | Tantos     | Puntos |
| Pos. | Equipo          | jugados    | ganados    | empatados  | perdidos   | a favor | en contra | diferencia | Puntos |
| ---- | --------------- | ---------- | ---------- | ---------- | ---------- | ------- | --------- | ---------- | ------ |
| 1    | Marruecos       | 2          | 2          | 0          | 0          | 39      | 16        | +23        | 4      |
| 2    | Costa de Marfil | 2          | 1          | 0          | 1          | 37      | 18        | +19        | 2      |
| 3    | Túnez           | 2          | 0          | 0          | 2          | 0       | 42        | -42        | 0      |

|  | Clasificado a la Final |

| 6 de enero | Costa de Marfil | 16 – 18 | Marruecos | Abiyán, |  |

|  | Marruecos | 21 – 0 | Túnez |  |  |

|  | Túnez | 0 – 21 | Costa de Marfil |  |  |

### Grupo B
| Pos. | Equipo   | Encuentros | Encuentros | Encuentros | Encuentros | Tantos  | Tantos    | Tantos     | Puntos |
| Pos. | Equipo   | jugados    | ganados    | empatados  | perdidos   | a favor | en contra | diferencia | Puntos |
| ---- | -------- | ---------- | ---------- | ---------- | ---------- | ------- | --------- | ---------- | ------ |
| 1    | Namibia  | 2          | 2          | 0          | 0          | 94      | 27        | +67        | 4      |
| 2    | Kenia    | 2          | 1          | 0          | 1          | 90      | 41        | +49        | 2      |
| 3    | Botsuana | 2          | 0          | 0          | 2          | 26      | 142       | -116       | 0      |

| 12 de junio | Namibia | 62 – 17 | Botsuana | Windhoek, |  |

| 2 de agosto | Botsuana | 9 – 80 | Kenia | Gaborone, |  |

| 16 de agosto | Kenia | 10 – 32 | Namibia | Nairobi, |  |

### Grupo C
| Pos. | Equipo     | Encuentros | Encuentros | Encuentros | Encuentros | Tantos  | Tantos    | Tantos     | Puntos |
| Pos. | Equipo     | jugados    | ganados    | empatados  | perdidos   | a favor | en contra | diferencia | Puntos |
| ---- | ---------- | ---------- | ---------- | ---------- | ---------- | ------- | --------- | ---------- | ------ |
| 1    | Madagascar | 2          | 2          | 0          | 0          | 55      | 30        | +25        | 4      |
| 2    | Uganda     | 2          | 1          | 0          | 1          | 55      | 33        | +22        | 2      |
| 3    | Zimbabue   | 2          | 0          | 0          | 2          | 3       | 46        | -43        | 0      |

| 5 de julio | Uganda | 25 – 3 | Zimbabue | Kampala, |  |

| 3 de agosto | Madagascar | 32 – 30 | Uganda | Antananarivo, |  |

|  | Zimbabue | 0 – 21 | Madagascar |  |  |

## Semifinal
| 31 de agosto | Namibia | 82 – 13 | Uganda | Windhoek, |  |

| 28 de septiembre | Madagascar | 36 – 62 | Marruecos | Antananarivo, |  |

## Final
| 28 de febrero de 2004 | Marruecos | 27 – 7 | Namibia | Casablanca, |  |

| Bandera de Marruecos |
| Campeón Marruecos    |
| Primer título        |